# Marendol
Marendol je naselje v Občini Sevnica. Ustanovljeno je bilo leta 2014 iz dela ozemlja naselja Zgornje Vodale.